# Museo del Bijou
Il Museo del Bijou è un museo di Casalmaggiore.

## Storia
Unico museo in Italia dedicato alla bigiotteria, venne allestito dal Comune di Casalmaggiore nel 1986 nei sotterranei dell’ex collegio di Santa Croce (Palazzo dei Barnabiti), costruito dai Barnabiti nel XVIII secolo. Il Museo del Bijou conserva e valorizza gli oggetti di bigiotteria prodotti dalle industrie locali fra fine ’800 e il 1970: soffitti a volta, pavimenti in cotto, muri a pietra vista fanno da suggestiva cornice alle sale espositive. Vi si possono ammirare collane, bracciali, anelli, spille, orecchini, ciondoli, fibbie, ma anche distintivi, medaglie devozionali, cinture, occhiali: oltre 20 mila pezzi fra oggetti d’ornamento e accessori, che costituivano i campionari delle fabbriche di Casalmaggiore ed ora illustrano un secolo di storia del costume e della moda, dall’era vittoriana fino agli hippies. Nei corridoi, insieme ai bijoux, anche macchine utensili, fotografie e cataloghi d’epoca; è inoltre disponibile un laboratorio per attività didattiche e creative, rivolte a studenti, famiglie, gruppi e persone diversamente abili (su prenotazione, come le richieste di visita guidata).
Il Museo dispone di un’ampia sala espositiva, in cui sono ospitate mostre e conferenze relative alla produzione contemporanea di bijoux, a singoli artisti o ai marchi storici della produzione bigiottiera italiana.

## Giulio Galluzzi
Giulio Galluzzi nacque a Codogno il 23 gennaio 1855.
Di famiglia povera, all’età di dieci anni cominciò a lavorare alle dipendenze di un orefice-orologiaio e vi rimase fino alla chiamata alle armi. Ritornato dopo 3 anni dal servizio militare e non avendo trovato lavoro presso il vecchio principale, raggiunse uno dei fratelli a Casalmaggiore dove iniziò la vendita di minuterie metalliche e a riparare oggetti di oreficeria. Verso il 1880 cominciò la produzione di oggetti in placcato oro ottenendolo mediante adesione della foglia d’oro al metallo grezzo con saldatura d’argento.
Nel 1882 riuscì a produrre la prima lastra usando una morsa da fabbro per la pressione e sostituendo il laminatoio a mano al martello. Il suo piccolo laboratorio ebbe un immediato successo: in Italia esisteva già un mercato della bigiotteria, ma si trattava di prodotti di importazione, dalla Francia e dall’Inghilterra che già da circa cinquant’anni fabbricavano gioielli “falsi” per la borghesia e la piccola nobiltà. Quello che mancava in Italia era la tecnica di placcatura a cui Giulio Galluzzi arrivò per intuizione, dovuta anche al suo passato di orafo e riparatore.
Nel 1887 iniziava l’esportazione al Brasile con risultati sorprendenti, e nel 1906 lavoravano per lui già un centinaio di operai. Giulio Galluzzi, sposatosi con la casalasca Irene De Pietri–Modrone di Fossacaprara, ebbe sette figli: Gaetano, Arnaldo, Enea, Lucio, Tiziano, Ezio e Nidia. Tutti e sei i figli maschi si uniranno al padre nella gestione della ditta e il loro ingresso diede una importante svolta verso una organizzazione industriale del lavoro. Dagli atti della Camera di Commercio di Cremona risulta che la ditta cessa nel 1927 cedendo l’attività alla Società Anonima Fabbriche Riunite Placcato Oro. I figli del Galluzzi seguiranno il padre e diventeranno soci.
Galluzzi morì il 19 luglio 1932: lasciò una Casalmaggiore ben diversa da quella conosciuta quando era arrivato nel 1878, e che lui stesso aveva contribuito a risvegliare, trasformandola in centro industriale di riferimento per il mercato della bigiotteria, ma soprattutto, riuscendo a creare una “discendenza” in grado di continuare la sua opera e di mantenere i primati da lui raggiunti.
Fonte: "L'industria della bigiotteria a Casalmaggiore" - tesi di laurea di Annelisa Zani

## Collezione
Raccoglie circa 20.000 manufatti in placcato oro (collane, bracciali, anelli, spille, orecchini, ciondoli, fibbie ed accessori) prodotti in città da una fabbrica ancora esistente, ma che si è convertita ad altra produzione, che esportò bijoux in tutto il mondo.